# Collm
Collm ist ein Ortsteil von Wermsdorf im Landkreis Nordsachsen in Sachsen. Das Dorf liegt am Südhang des Collmberges und hat 210 Einwohner.

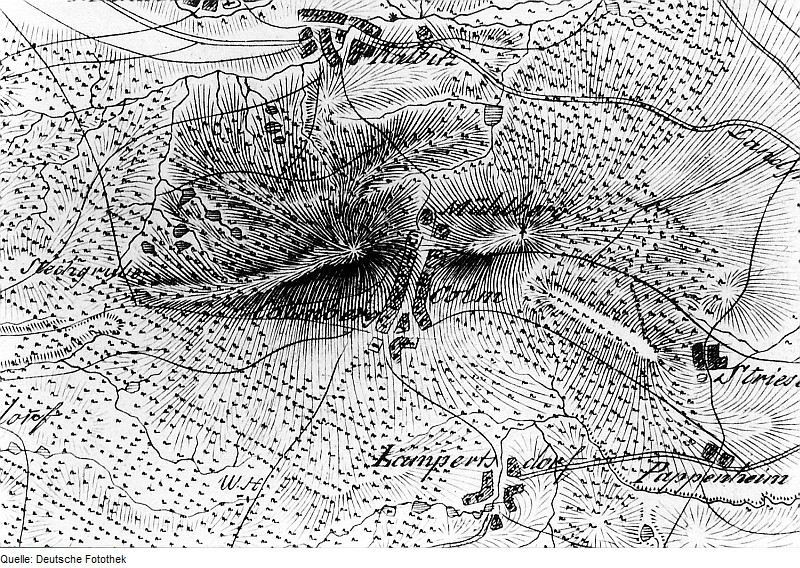
Collm im Siebenjährigen Krieg

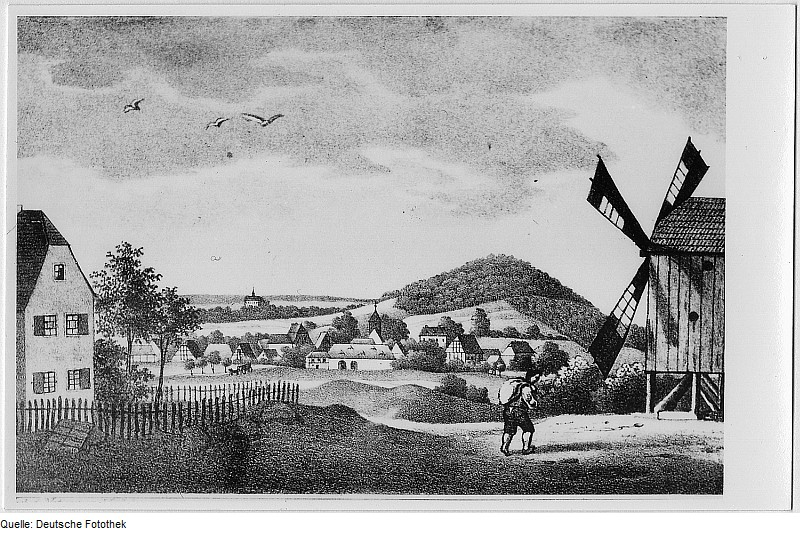
Collm um 1840

## Geschichte
Das Straßenangerdorf Collm mit Blockgewann und Streifenflur umfasst 344 ha (1900). Der Ort weist einen Höhenunterschied von 35 Metern auf. Urkundlich erwähnte Ortsnamen waren:
- 1185: Chulmice
- 1198: Colmiz
- 1205: Kolme
- 1221: Culmiz
- 1350: Kolmen
- 1539: Kolmen[2]

Im Ort wird ab 1551 ein Rittergut mit Grundherrschaft erwähnt. Collm gehörte seit 1552 zum Amt Oschatz, ab 1834 zum Amt Mutzschen, 1856 zum Gerichtsamt Wermsdorf und seit 1994 zum Landkreis Torgau-Oschatz. Nach der Kreisreform Sachsen 2008 am 1. August wurde der Landkreis aufgelöst. Collm gehört seitdem zum Landkreis Nordsachsen. Seit der Mitte des 16. Jahrhunderts war das Dorf mit 22 Gutsbesitzern einer der größeren Orte im Oschatzer Land. Während der Zeit der Parforcejagd Augusts des Starken profitierte auch das nahe Hubertusburg und am Wermsdorfer Forst gelegene Collm. Die Bauern und Bewohner waren während der königlich sächsischen Hofresidenz in Hubertusburg als Treiber und Helfer tätig. In Collm befand sich auch das Königlich Sächsische Forsthaus. Anfang des 19. Jahrhunderts wurde aus dem Rittergut Collm ein königliches Kammergut. Das Gut wurde vernachlässigt und baufällig. Die Ruinen wurden Ende des 19. Jahrhunderts abgetragen, das noch brauchbare Steinmaterial als billiger Steinbruch für andere Bauten aller Art mit verwendet. Nach 1900 fanden Unternehmer aus Leipzig als Jagdpächter Interesse am Ort. So entstanden bis 1915 in der Villenstraße neue Fachwerkhäuser, die sich in das von Dreiseithöfen geprägte Dorfbild einfügten. In Betrieben wie Bäckerei, Fleischerei, Schmiede-, Stellmacher- und Schuhmacherwerkstätten und in einer Windmühle sorgten Handwerker für die wichtigsten Bedürfnisse der Bewohner. 1930 erhielt der Ort eine zentrale Trinkwasserversorgung. Bis dahin war die Wasserversorgung allein auf Brunnen und Teiche abgestellt. Im Ersten Weltkrieg hatte der knapp 300 Einwohner große Ort zehn Tote zu beklagen, im Zweiten Weltkrieg waren es siebenundzwanzig. Als am 5. Mai 1945 die Sowjets zum Plündern kamen, erschossen sie zwei Einwohner. Die in Collm liegenden Güter waren so klein, dass sie nicht unter die Bodenreform fielen. Vertriebene kamen und erhielten noch zu rodende Waldflächen. 1947 gründete sich in Collm eine Freiwillige Feuerwehr. 1958 wurde die LPG Friedenswacht gegründet und die freien Bauern zum Eintritt gezwungen. Später ging diese LPG in der LPG Typ I mit dem Namen Bergtreue Collm auf. Von 1972 bis 1990 wurde von Mai bis September am Fuße des Collmberges durch den ehemaligen VEB Heilkräuter Oschatz die Echte Kamille als Heilkraut geerntet und davon Drogenauszüge hergestellt. Von den rund 1,7 Millionen DDR-Merino-Fleischschafen weideten seit 1955 rund 900 Tiere unter Aufsicht eines hauptamtlichen Schäfers auf den Wiesern und Feldern rund um den Collmberg. Bis 1973 bestand Collm als eigenständige Gemeinde. Ab dem 1. Januar 1974 schloss sich die Gemeinde mit der Gemeinde Lampersdorf (Wermsdorf) zusammen. 1992 und 1994 wurde Collm als erfolgreichstes Dorf im Landkreis Oschatz und 1994 als schönstes Dorf im Regierungsbezirk Leipzig ausgezeichnet. Ab Oktober 1995 gehört Collm zur Gemeinde Wermsdorf.

## Bürgermeister

### Friedrich August Schroth
Friedrich August Schroth gehörte zu einer der Familien, die seit dem späten Mittelalter die Basis für die Ortschaft legten. Der Nachfahre oberschlesischer Siedler war einer der dienstältesten Bürgermeister von Collm und mit fast 30 Jahren Amtszeit wohl auch überregional eine Seltenheit. Er amtierte von 1893 bis 1922, ist bis heute unvergessen und selbst wenn die Familienzweige heute sogar bis in die USA verstreut sind, kann jedes Familienmitglied mit Stolz auf eine Persönlichkeit wie ihn zurückschauen.

### Siegfried Reichel
Siegfried Reichel war der letzte amtierende Bürgermeister der selbständigen Gemeinde Collm. 1990 wurde der gelernte Forstfachmann als Bürgermeister gewählt. Nach seiner Pensionierung im Jahr 1996 gehörte er zu den aktiven Gründungsmitgliedern des Heimatvereins Bergtreue im Jahr 2003, er veranstaltete Waldwanderungen und schrieb Texte über den Ort in der Oschatzer Allgemeinen Zeitung. Er spielte die Keller-Orgel in der Collmer Kirche und gehörte den Jagdhornbläsern an.

### Gerichtslinde zu Collm

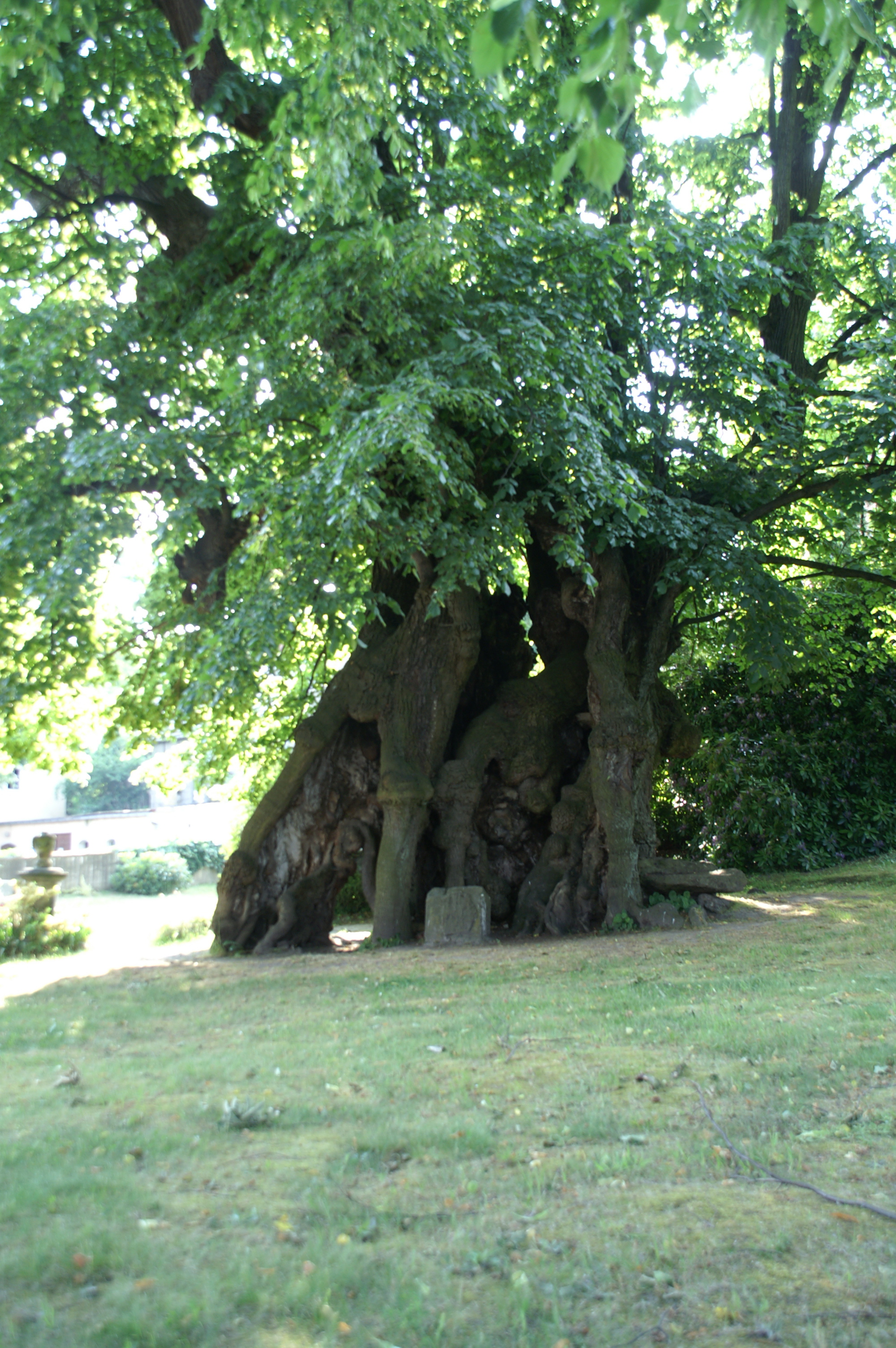
Gerichtslinde

## Sehenswürdigkeiten

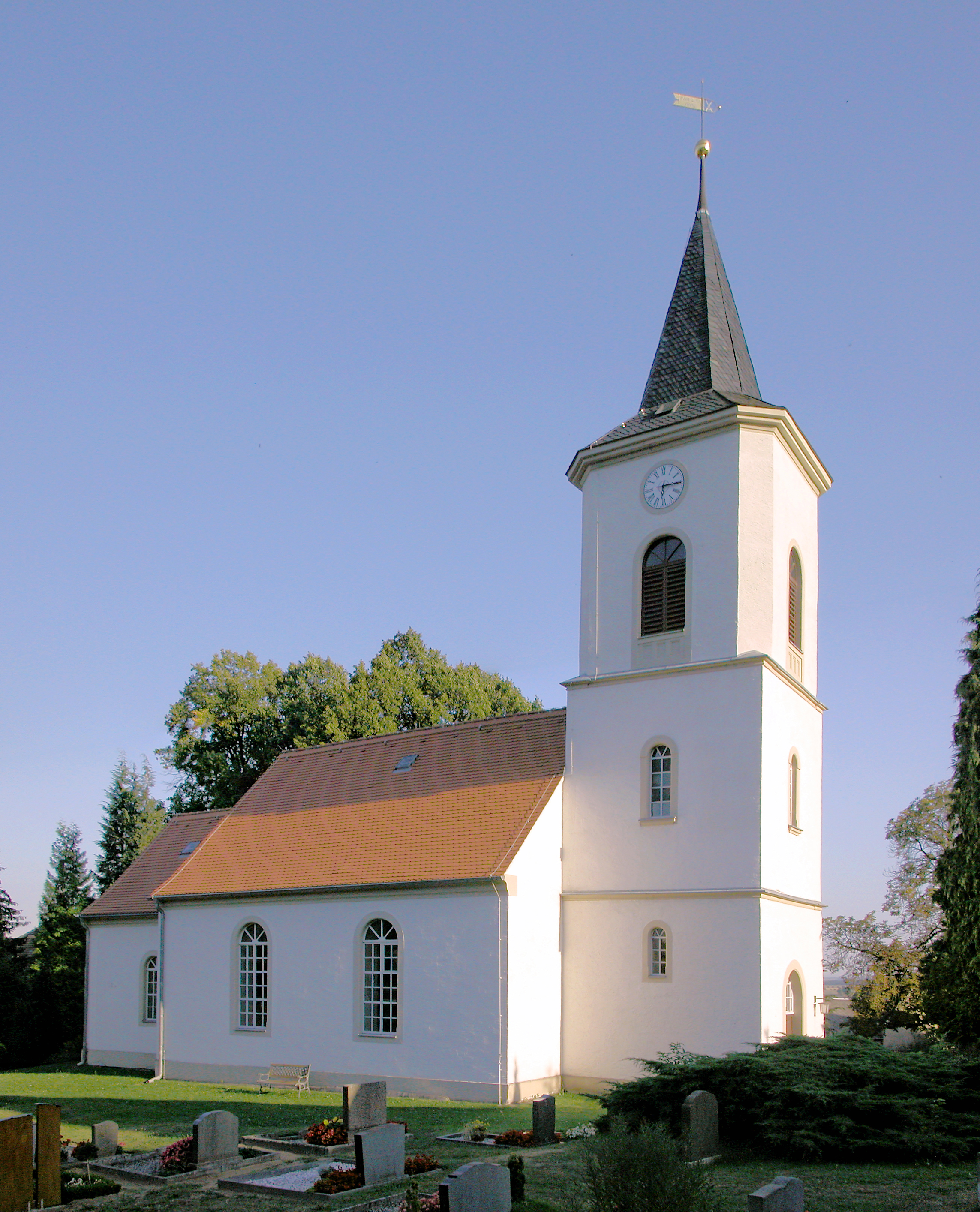
Kirche Collm

### Kriegerdenkmal

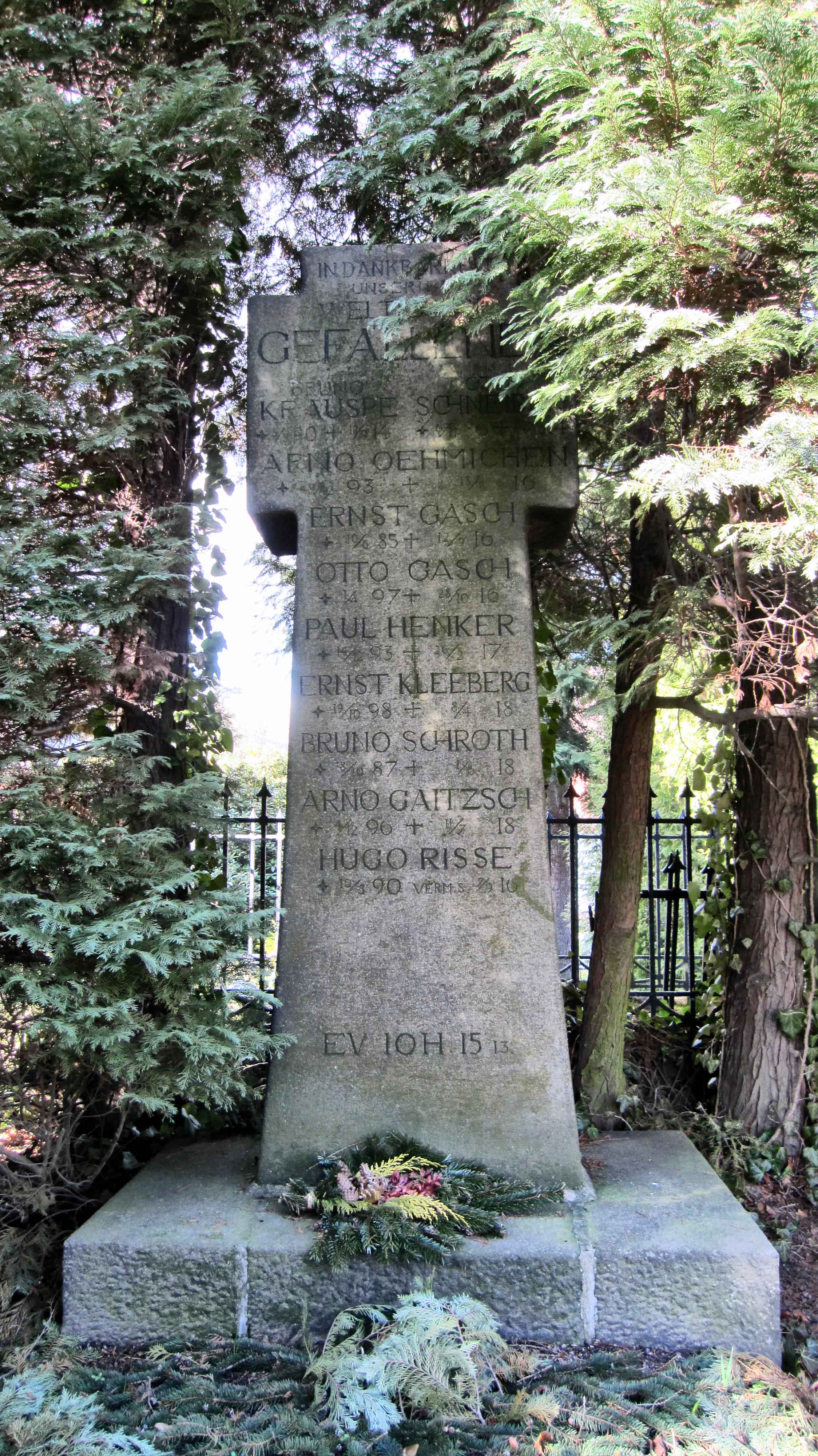
Denkmal für die Gefallenen des Ersten Weltkrieges

Zwischen Kirche und Gerichtslinde steht ein hohes steinernes Kreuz mit der Inschrift: In Dankbarkeit unseren im Weltkrieg Gefallenen. Darunter stehen die zehn Namen der Gefallenen und ein Verweis auf Vers 15.13 des Johannes Evangeliums: Niemand hat größere Liebe denn die, daß er sein Leben läßt für seine Freunde. Das Denkmal wurde am 11. Dezember 1921 eingeweiht.

### Teil des Nordsächsischen Sattels
Der weithin sichtbare Collm (eigentlich Collmberg) ist die höchste Erhebung der Nordwestsächsischen Senke. Das Grundgestein dieses Bergzuges ist eine quarzitische Grauwacke, welches im unteren Kambro-Ordovizium vor mehr als 500 Millionen Jahren entstanden ist, und gilt damit heute als der älteste Berg Sachsens.
Windmühlenberg
Der Windmühlenberg, 248 Meter hoch, liegt nur etwa einen Kilometer östlich vom Collmberg und wird wegen seiner Gestalt Spitzcollm genannt. Eine Bockwindmühle stand seit 1790 auf dem Gipfel und war lange Zeit ein besonderes Wahrzeichen des Gebietes. Bis 1950 war sie noch in Betrieb. Dann verlor sie ihre Flügel und wurde als Wohngebäude genutzt.
Eichberg
Als Fortsetzung des sogenannten Collmrückens gibt es den 181 Meter hohen Eichberg, an dem schon 1815 zwei Steinbrüche nachgewiesen sind.
Kleiner Collmberg
Der kleine Collmberg ist 230 m hoch.

### Collmberg mit Albertturm

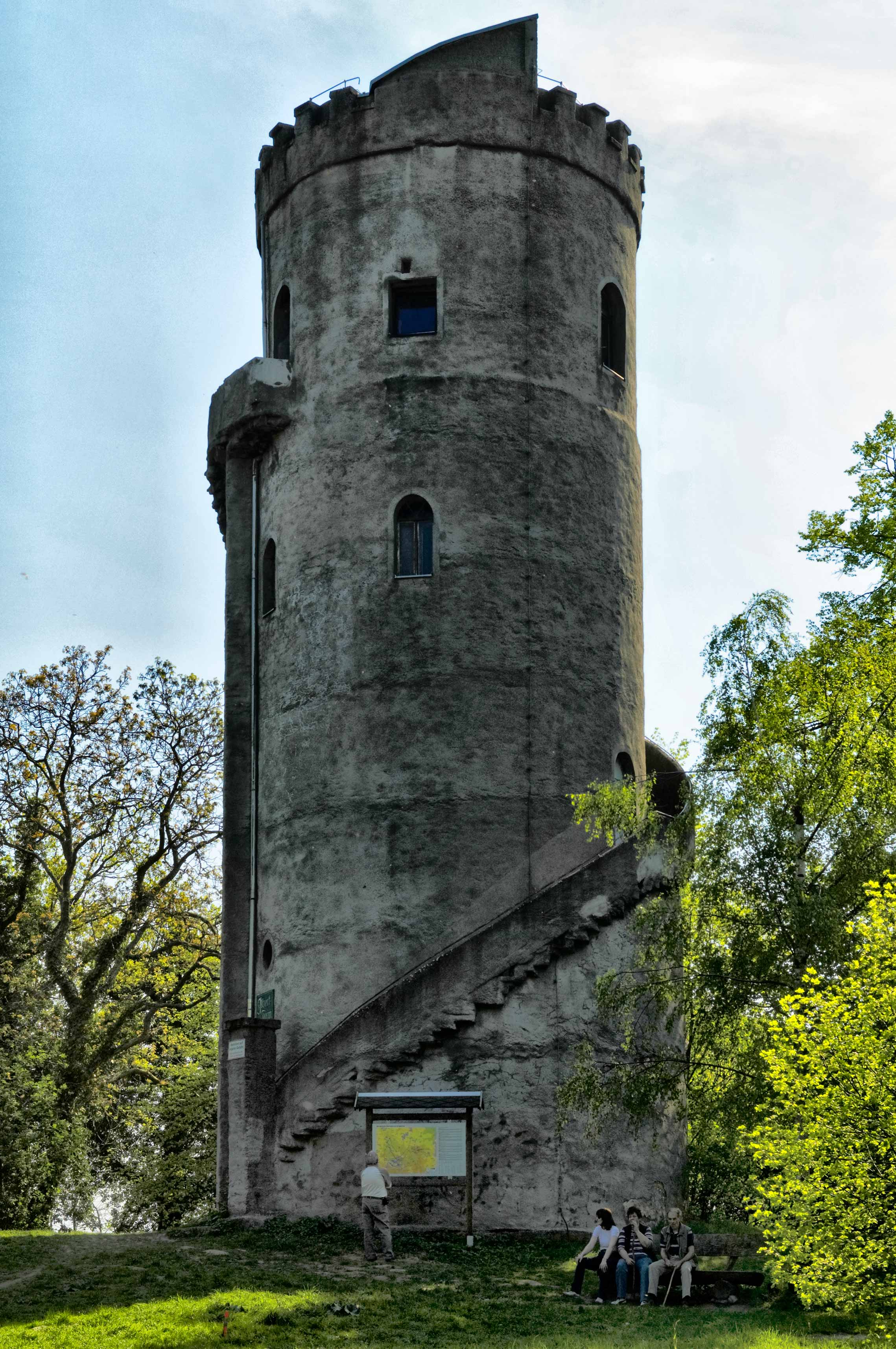
Albertturm auf dem Collm

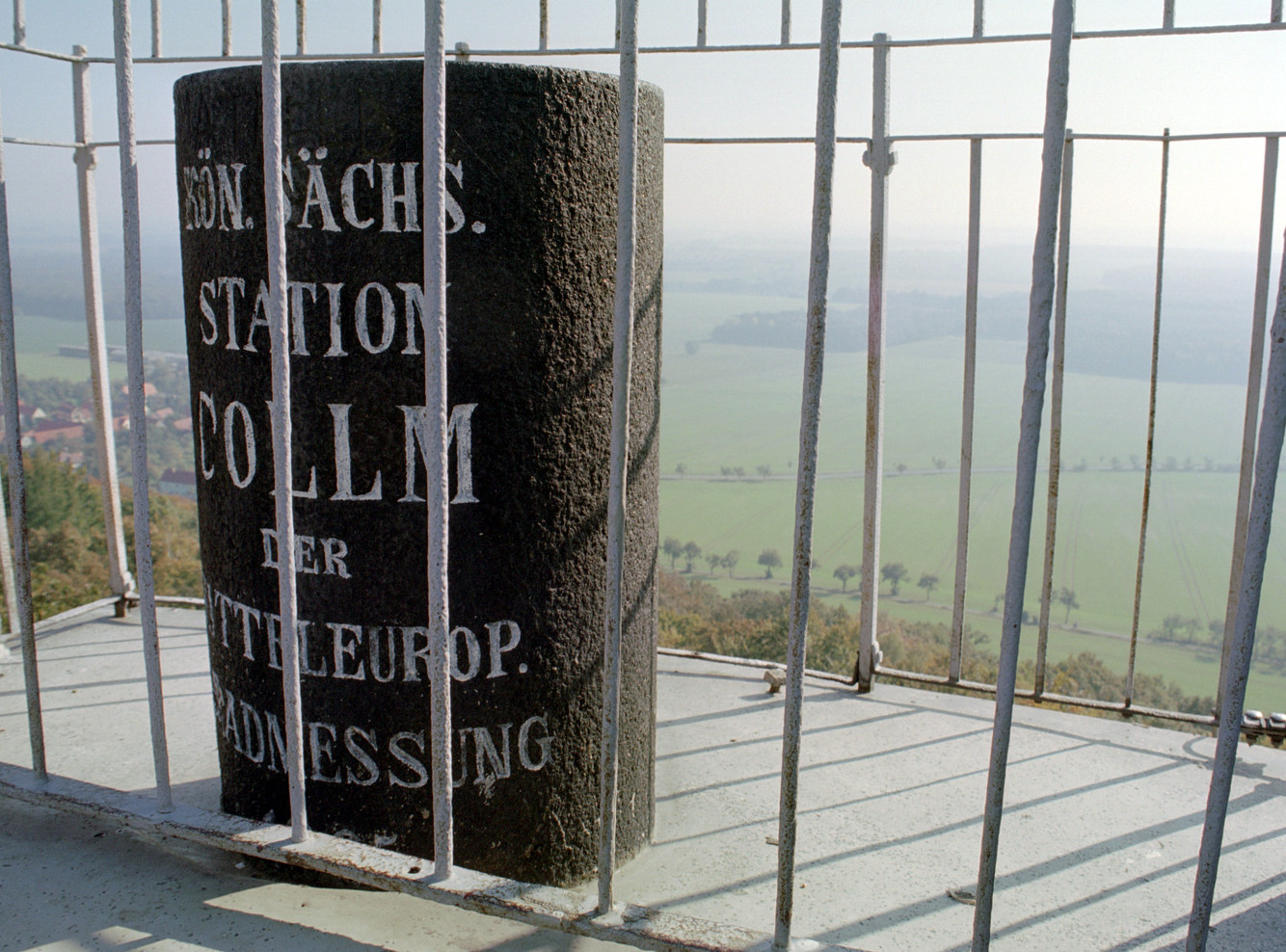
Blick vom Collm

Umgangssprachlich und ortsüblich wird der Berg Collm genannt, die Bezeichnung Collmberg ist in seiner Umgebung weniger üblich. Sie ist zudem eine Doppelbezeichnung, denn Collm bedeutet im Westslawischen „Hügel“ (vgl. sorbisch chołm).
Der auf dem Berg errichtete achtzehn Meter hohe, dreietagige Albertturm wurde am 24. April 1854 zur Besteigung freigegeben und bietet Aussichten auf den Wermsdorfer Wald und die Dahlener Heide, in größerer Entfernung auch den Petersberg bei Halle, Schloss Hartenfels in Torgau, das Völkerschlachtdenkmal und das City-Hochhaus Leipzig, die Augustusburg, der Lilienstein und die Landeskrone bei Görlitz. Der Turm ist heute ein überregional beliebtes Wander- und Ausflugsziel.

### Geophysikalisches Observatorium
Unweit des Albertturms wird im 1927–1932 mit Geldern der amerikanischen Rockefeller-Stiftung errichteten geophysikalischen Observatorium der Universität Leipzig mittels Seismografen eine lückenlose Erdbebenregistrierung durchgeführt und die Windgeschwindigkeit der Hochatmosphäre gemessen.

### Thingplatz und Wallanlage
Ob auf dem örtlichen Friedhof mit der „tausendjährigen“ Linde tatsächlich von 1185 bis 1259 der Thingplatz der Markgrafen von Meißen war, ist heute nicht nachweisbar. Dagegen sprechen sowohl die exponierte Lage des Ortes als auch die Lage des Friedhofes selbst am Fuße des Collmberges. Auch der höher gelegene Collmberg mit seiner Wehranlage und ovaler Gipfelumwallung, an dessen Westseite sich ein 200 Meter langes, dreifaches Wall- und Grabensystem erhalten hat, fällt als Thingplatz aus, da hier die Bodenfunde eine Nutzung allein ins 10. Jahrhundert datieren. Irritierend ist aber vor allem, dass in Collm kein sicherer Anhaltspunkt für einen mittelalterlichen Herrensitz zu finden ist, bzw. die daraus resultierende Annahme, dass die Teilnehmer des Landthings diesen im unbefestigten Bereich abgehalten haben sollen. Das nächstgelegene in Frage kommende Objekt aus dieser Epoche wäre das erst vor einigen Jahren archäologisch erforschte Schloss Osterland. Nicht der örtliche Bezug der urkundlich aufgezählten Burggrafen, Bischöfe und Domherren war für die Teilnahme entscheidend, sondern ihre Stellung in der Gerichtsverfassung, hier als Richter sprechen zu dürfen. Das Landthing war im 12. und 13. Jahrhundert das höchste Gericht der Mark Meißen. Gegenstände dieses Gerichts, das vermutlich monatlich tagte, waren hauptsächlich Eigentums- und Erbangelegenheiten. Nachweisbar sind 15 Gerichtstage in der Zeit von 1185 bis 1259. Teilnehmer waren in der Regel die markgräflichen Ministerialen, in besonderen Fällen aber auch kaiserliche Ministeriale und Reichsfürsten. Im 14. Jahrhundert verlor dieses Gericht an Bedeutung.

## Traditionen
Christi Himmelfahrt
Jedes Jahr ist der Ort Treffpunkt und Ziel von Männertagsausflügen. Besonders beliebt ist hierbei der vom Collmer Weltenbummler Günter Schmidt veranstaltete „Heiratsmarkt“. Dieser fand bereits 1900 statt. Die Monatsbeilage des Oschatzer Tageblattes vom März 1924 bezeichnete das Volksfest als eine Art Heiratsmarkt und begründete die heute ortsübliche Bezeichnung.
Drachenfest
Die Freiwillige Feuerwehr veranstaltet jährlich am 3. Oktober ein Drachenfest. Die Besitzer des schönsten und am höchsten aufgestiegenen Drachens werden prämiert.
Maibaumsetzen
Seit 1996 wird in Collm durch die Kameraden der Freiwilligen Feuerwehr der Maibaum errichtet.
Sommerrodelwettbewerb
1960–1965 wurde jährlich auf dem Collmberg ein DDR-Sommerrodelwettbewerb durchgeführt. Die Rodler erreichten Spitzengeschwindigkeiten von 80 km/h. Die später daraus resultierenden schweren Verletzungen führten zur Einstellung dieser beliebten sommerlichen überregionalen Veranstaltung.
Rund um den Collm
Auf der mit Naturstein gepflasterten Straße wurde noch 1983 die Motorcross-Leistungsprüfungsfahrt „Rund um den Collm“ durchgeführt.

## Persönlichkeiten
- Johann Gottlob Theaenus Schneider (1750–1822), deutscher Altphilologe und Naturwissenschaftler
- Max Robitzsch (1887–1952), deutscher Meteorologe und Polarforscher, Direktor des Geophysikalischen Institutes Collm von 1950 bis 1952